# AI DO.
「AI DO.」（アイドゥ）は、橋本みゆきの21枚目のシングル。2013年4月24日にLantisから発売された。

## 概要
前作「NEVERLAND」から約2年ぶりのリリースとなる。表題曲「AI DO.」は、のびのびとした女のコらしいキャッチーなヴォーカルでドラマティックなパノラマ感と疾走感を歌う、ハードなガールズ・ロックで、テレビアニメ『百花繚乱 サムライブライド』のオープニングテーマとして使用された。
また、今作はPVが撮影されており、2013年6月12日発売のten years caratに収録された。

## 収録曲
1. AI DO. [4:07]
作詞：畑亜貴、作曲・編曲：nyanyannya（Team.ねこかん[猫]）
  - テレビアニメ『百花繚乱 サムライブライド』オープニングテーマ
2. Eternalize [4:10]
作詞：橋本みゆき、作曲・編曲：鈴木マサキ
3. AI DO.（off vocal）
4. Eternalize（off vocal）